# Prvi balkanski rat
Prvi balkanski rat (listopad 1912. – svibanj 1913.) je vođen između Srbije, Bugarske, Grčke i Crne Gore na jednoj strani i Osmanskog carstva (Turske) na drugoj strani. 
Pred kraj 19. i početkom 20. st. Osmansko Carstvo je bilo oslabljeno od rata s Rusima i Talijanima (Libija) i pred raspadom te je potpuno izgubilo nekadašnju snagu te su male balkanske države htjele iskoristiti priliku i proširiti svoj teritorij na račun "bolesnika na Bosporu" kako je Osmansko carstvo nazivano u ondašnjoj štampi. Godine 1912. Srbija, Crna Gora, Grčka, Bugarska osnovale su Balkanski savez te uputile Osmanlijama zahtjev da jednako tretiraju kršćane i muslimane. No Osmansko Carstvo je smatralo kako se balkanske države nemaju pravo miješati u njihove unutarnje stvari i počeo je rat. Rat je tekao povoljno za kršćane te su brzo Osmanlijama oteli i oslobodili velika područja Balkana. Osmansko Carstvo je potaknuto velikim gubitcima zahtijevalo posredovanje velikih sila u mirovnim pregovorima. Rat je završen 1913. Balkanske države su podijelile osvojena područja. Osmanskom Carstvu je na europskom kontitnentu ostalo još samo malo zaleđe Istanbula.

## Uzroci i savezi
Balkanske države, pošto su se prethodno i same oslobodile turske okupacije, raskinule su i s ostacima feudalnog uređenja i počele se razvijati. Taj razvoj je bio obilježen prodiranjem novih, kapitalističkih društvenih odnosa, jačanjem nacionalnog osjećaja i težnji za oslobođenjem krajeva koji su se još uvijek nalazili pod turskom vlašću.
Mladoturska revolucija 1908. je stvorila nesnošljive uvjete za neturske narode u okviru turske države, što su velike sile željele iskoristiti kao povod za svoje ciljeve i pokrenuti pitanje podjele Turske. Pri tome se posebno isticala Austro-Ugarska, podržana od Njemačke, koja je nastojala iz okupirane Bosne i Hercegovine preko Sandžaka i Kosova i Metohije prodrijeti k Solunu tj. ostvariti direktan pristup Crnom moru, cilj poznat kao "Drang nach Osten". Takav razvoj situacije je uzrokovao zbližavanje balkanskih država i stvaranje njihovih saveza. Za stvaranje tih saveza bila je posebno zainteresirana Rusija, kao članica Trojnog sporazuma (Antanta), koja je smatrala da će se time spriječiti austro-ugarsko-njemačko prodiranje na Balkanski poluotok odnosno Crno more.

## Srpsko-bugarski savez
Rad na stvaranju Balkanskog saveza je otpočeo u jesen 1911. i odvijao se kroz dvostrane pregovore balkanskih država. Pri tim pregovorima, najveće su se poteškoće nametale u pregovorima između Srbije i Bugarske. Naime, obje zemlje su tražile isti teritorij - Makedoniju. Pritiskom Rusije postignuta je suglasnost, pa je 13. ožujka 1912. godine potpisan ugovor o suradnji i prijateljstvu. Ugovor su potpisali general Putnik i general Fičev. Javni dio ugovora je imao obrambeni karakter, dok je drugi dio, tajni, predviđao ofenzivni rat protiv Turske i podjelu Makedonije između Srba i Bugara. Na osnovi ugovora i tajnog dodatka 2. srpnja je zaključena Vojna konvencija, kojom su predviđene vojne obveze obaju strana kako u slučaju obrambenog tako i u slučaju ofenzivnog rata.
Prema toj konvenciji, Bugarska nije smjela imati manje od 200 tisuća, a Srbija ne manje od 150 tisuća vojnika. Također, ova konvencija definirala je podjelu teritorija između Srbije i Bugarske. Bugarska je trebala dobiti područje istočno od Rodopa i rijeke Strume, a Srbija područje zapadno i sjevero-zapadno od Šar planine. Između bi bilo područje koje je trebalo biti riješeno poslije rata stvaranjem autonomne oblasti ili podjelom linijom Kriva Palanka-Veles-Ohrid. Prema dogovoru, u slučaju da ni jedno od ovih rješenja ne bi bilo prihvatljivo obijema stranama, predviđalo se rješavanje posredovanjem (arbitražom) ruskoga cara.
Osim ovoga, konvencija je sadržavala i neke posebne uvjete, kao primjerice u slučaju da Austro-Ugarska napadne ili bilo kakvim činom izazove Srbiju, Bugarska se bila obvezala poslati određeni broj vojnika kao pomoć Srbiji, i obratno, ako Rumunjska napadne Bugarsku, Srbija je bila obvezna pomoći Bugarskoj s određenim brojem vojnika itd. Po ovom sporazumu je također bio i predviđen raspored snaga po kojem se smatralo da će glavne turske snage biti na vardarskoj bojišnici. U tom bi slučaju na toj bojišnici djelovala cjelokupna srpska vojska, kao i samo jedna bugarska armija s tri divizije, zbog mogućnosti razvijanja maričke ili tračke bojišnice odnosno bugarska vojska trebala se usmjeriti ka bojištu oko rijeke Marice, a srpska vojska na vardasku bojišnicu. 

## Bugarsko-grčki savez
Rad na sklapanju ugovora o savezu između Bugarske i Grčke započet je također 1911., ali su pregovori ubrzo prekinuti zbog nesuglasica oko podjele Makedonije. Na inicijativu grčke vlade pregovori su obnovljeni u ožujku 1912. godine, a ugovor o obrambenom savezu je zaključen 29. svibnja 1912. godine. Obje strane su se obvezale na cjelokupnu vojnu suradnju, uzajamno pomaganje i zajedničko istupanje u pregovorima s Turskom i vojnim silama. Pitanje vojne suradnje bilo je regulirano Vojnom konvecijom od 5. listopada 1912. godine. Po toj konvenciji, grčka flota je imala zadatak, u slučaju rata, spriječiti turski pomorski promet između Male Azije i europskog dijela Turske. Sporazum nije predviđao podjelu turskog teritorija između Bugarske i Grčke.
Savez između Bugarske i Crne Gore potpisan je u srpnju, a između Srbije i Crne Gore 27. rujna 1912. Savez između Crne Gore i Srbije je predviđao pravce djelovanja srpske i crnogorske vojske, način suradnje i zapovijedanja u slučaju zajedničkih operacija na istom teritoriju. Što se tiče osvojenih teritorija, svaka strana bi zadržala ono što osvoji, uz mogućnost kasnijih ispravaka.
Nakon sklopljenih saveza, Saveznici su otpočeli s ubrzanim pripremama za rat protiv Turske. Događaje koji su se odigrali ljeti 1912. godine, kao što su Albanski ustanak, pobuna u garnizonu Jedrenu, pad mladoturske vlade, iskoristile su Velike sile kako bi se umiješale u balkansko pitanje. Naime, Velike sile su pokušavale održati postojeće stanje, pa je zbog toga Rusija zahtijevala od Balkanskog saveza da ne poduzimaju nikakve oružane akcije protiv Turske, dok je Austro-Ugarska zahtijevala postupnu decentralizaciju u Europskoj Turskoj, pri čemu je računala na autonomnu Albaniju kao svoje uporište.
Takva politika Velikih sila, međutim, nije odgovarala nijednoj od država Balkanskog saveza, pa su oni 19. rujna uputili ultimatum Turskoj da izvrši reformu, sprovede administrativnu autonomiju, uvede lokalne skupštine, dopusti slobodu nastave, uspostavi lokalnu policiju i dr. Kao odgovor na taj ultimatum, Turska je 23. rujna izvršila djelomičnu mobilizaciju u europskim provincijama, zaplijenila grčke brodove u Carigradu i ratni materijal koji je iz inozemstva preko Soluna bio upućen u Srbiju. Saveznici su odgovorili općom mobilizacijom 30. rujna, što je i Turska učinila jedan dan kasnije.
Crna Gora je 8. listopada 1912. god. prva objavila rat Turskoj. Da bi spriječile sukob, Rusija i Austro-Ugarska su 10. listopada uputile oštri prosvjed Balkanskim saveznicima, naglašavajući da je Turska poduzela mjere izvršenja reformi po članku 23. ugovora postignutog na Berlinskom kongresu i da one neće dopustiti nikakve teritorijalne promjene na prostoru Europske Turske ako bude došlo do rata. Srbija i Bugarska su objavile rat Turskoj 17. listopada, a Grčka 19. listopada.

## Ratni planovi i početne operacije
Saveznici nisu imali zajednički plan za rat protiv Turske, već su djelovali po svojim zasebnim planovima, na zasebnim bojišnicama, bez čvrste operativne veze, što je u znatnoj mjeri olakšalo situaciju Turskoj.

## Srbija
Ratni plan za rat s Turskom započet je 1878., kada je Srbija dobila novu granicu na jugu, ali je osnovna ideja o načinu djelovanja i rasporedu snaga konačno ustaljena tek 1898. godine. Tada se došlo do zaključka da Srbija treba, za ostvarenje nacionalnih ideala, računati s ofenzivnim ratom protiv Turske, koji je moguć samo u zajednici s balkanskim monarhijama Bugarskom, Grčkom i Crnom Gorom; da srpska ofenziva treba biti usmjerena na kumanovsko-skopsku crtu, gdje bi se najvjerojatnije i okupila glavnina turske vojske. 
Ovaj zaključak je poslužio kao osnova za razradu planova mobilizacije, koncentracije snaga i strateškog razvoja koji su završeni u veljači 1903. godine. Po njima je srpska vojska i stupila u rat protiv Turske, s nekoliko izmjena koje je uzrokovala vojna konvencija s Bugarskom. Osnovna ideja je bila: koncentričnim kretanjem glavnih snaga (tri armije) kosovskim, južnomoravskim i krivorečnim pravcem okružiti i tući turske glavne snage, za koje se pretpostavljalo da će biti na Ovčem Polju. Pomoćne snage su trebale osigurati desnu stranu glavnih snaga.

## Crna Gora
Konačna odluka o osnovnoj ideji crnogorskog ratnog plana donesena je na sjednici Ratnog savjeta 3. listopada 1912. godine. Odlučeno je da glavne snage (Zetski i Primorski odred) djeluju zapadno i istočno od Skadarskog jezera i da brzim naletom zauzmu Skadar, te da pomoćne snage osiguravaju operacije glavnih snaga napredujući iz pravca Sandžaka i Metohije.

## Bugarska
Poslije Srpsko-bugarskog rata 1885. godine, Bugarska je svojim glavnim neprijateljem smatrala Srbiju, pa je tako sve ratne pripreme vršila za novi rat sa Srbijom. S Turskom je Bugarska bila u dobrim odnosima. Tek kada se Bugarska politički približila Rusiji, odnosi s Turskom su se pogoršali. Prvi plan, po kome bi Turska prije izvršila mobilizaciju, predviđao je obrambene akcije na maričkoj i makedonskoj bojišnici. Taj plan je ubrzo odbačen jer se došlo do zaključka da Bugarska može izvršiti mobilizaciju prije Turske, pa je 1908. godine izrađen novi plan koji je predviđao ofenzivu na obje bojišnice. Osnovna ideja tog ratnog plana je bila: glavnim snagama (tri armije)poduzeti ofenzivu na maričkoj bojišnici, s tim da jedna armija blokira utvrdu Jedrene, dok bi druge dvije napale desnu stranu i pozadinu turskih snaga na prostoru između Jedrena i Krk Kilisa. Jedna divizija je bila u sastavu srpske vojske na makedonskoj bojišnici, a vezu između te dvije bojišnice bi omogućavao Rodopski odred. Flota je trebala braniti crnomorsku obalu, naročito luke Varnu i Burgas.

## Grčka
Osnovna ideja grčkog ratnog plana je bila: glavnim snagama, okupljenim u Sjevernoj Tesaliji, poduzeti ofenzivu, razbiti turske snage na graničnom frontu i produžiti s nadiranjem do zauzimanja Soluna. Flota je trebala presjeći turski promet i zauzeti otoke u Egejskom moru.

## Turska
Idejni tvorac turskog ratnog plana protiv balkanskih zemalja bio je njemački general von der Goltz. Smatrajući da će Turska biti mnogo sporija u mobilizaciji i raspoređivanju snaga nego balkanske države, on je bio predložio da Turska ostane prvo na svojim prvobitnim položajima, dok se ne izvrši prikupljanje snaga i dok se ne utvrde borbeni pravci balkanskih vojski. Međutim, ministar turske vojske, Nazim paša, odbio je taj plan i podcjenjujući snagu balkanskih vojski htio je preuzeti inicijativu već na početku rata, napredujući na dvije strane, prema vardarskoj bojišnici i prema Tračkoj.

## Tijek rata
Operacije Prvog balkanskog rata se dijele na dva razdoblja:
od početka rata do primirja (4. prosinaca 1912.) i 
od primirja do kraja rata.

## I. razdoblje - Operacije do primirja (4. prosinca 1912.)

### Crnogorska bojišnica
Glavni cilj crnogorske vojske je bilo zauzimanje Skadra i to prije nego što Turci uspiju prikupiti jače snage za njegovu obranu. Operacije crnogorske vojske su počele 8. listopada s tri odreda. 
Zetski odred krenuo ka graničnoj bojišnici i zauzeo položaje prema Turcima u Tuzima. U jutro, 9. listopada poslije kratke topničke pripreme, napad je počeo. Do 15. listopada je savladan turski otpor i bili su zauzeti turski položaji. Veliki dio turskih snaga je bio zarobljen. Ostatak turskih postrojbi je u nekotroliranom bijegu pobjegao u Skadar i unio paniku u pozadini. S ovom pobjedom u Tuzima, crnogorskoj vojsci je bio otvoren put ka Skadru. Međutim, zbog zamorenosti vojnika i velikih gubitaka, crnogorsko zapovjedništvo je dalo nekoliko dana odmora svojoj vojsci. Napad na Skadar otpočeo je 28. listopada s dvije strane, desnom, istočnom obalom Skadarskog jezera i lijevom, koja je uspjela da ovlada Velikim Bardanjoltom.
Primorski odred je 9. listopada prešao tursku granicu i sukobio se s turskim snagama na Tarabošu i protjerao turske snage prema Skadru. Zbog slabe komunikacije, crnogorski zapovjednici nisu bili svjesni svog uspjeha, i da su Turci već pobjegli. Turska vojska je iskoristila tu grešku crnogorke vojske i 11. listopada ponovno zauzela Taraboš. Crnogorska vojska je morala sačekati svoje topništvo kako bi izvršila novi napad na ponovno utvrđeni Taraboš. Pripreme za napad su završene 21. listopada i poslije tri dana topničke paljbe na turske položaje, crnogorska vojska je trebala 25. listopada ponovno izvršiti napad. Međutim, oči samog napada, u noći između 24./25. listopada, kralj Nikola je odlučio da se ne izvede napad na Taraboš, kako se ne bi gubili nepotrebno ljudi, već samo da se nastavi s topničkom vatrom po turskim položajima. Kralj Nikola je smatrao da je zauzimanje Taraboša nepotrebno, jer je glavni cilj bio Skadar, za kojeg je mislio da će se svakako u nekoliko dana sam predati. U tom cilju, crnogorska vojska je blokirala Skadar s južne strane i kod mjesta Lješa se susrela sa srpskom vojskom koja se je probila preko Albanije do Skadra.
Istočni odred je 8. listopada otpočeo pokret iz područja Kolašina i Andrijevice i 9. listopada prešao tursku granicu, zauzeli Mojkovac i Bijelo Polje, i nastavili tok operacije prema Beranama i zauzeli Berane 16. listopada Glavnina je nastavila iz Berana prodiranje prema Čakoru i Mokroj planini i nakon dva dana borbi su ih zauzeli. 30. listopada crnogorski Istočni odred je ušao u Peć i Đakovicu, gdje se susreo sa srpskom Drinskom divizijom. Po naređenju Vrhovne komande, Istočni odred je krenuo na marš po bespuću preko Bogićevice, Plava, Gusinja i dolinom rijeke Cijevne ka Skadru, gdje je sa 6000 ljudi i stigao 20. studenog i ušao u sastav Zetskog odreda. Serdar Janko Vukotić je postavljen za načelnika stožera Vrhovne komande.

### Srpska bojišnica
Plan srpske vojske je bio okružiti i poraziti turske postrojbe na Ovčjem polju i to uzajamnim djelovanjem 1. 2. i 3. armije. Budući da se 3. armija nalazila najudaljenije od mjesta sukoba, srpsko vrhovno zapovjedništvo je namjeravalo ju poslati dan ranije nego druge armije na put ka Ovčjem polju. Zbog prepada turskih postrojbi kod Merdara između 15. i 19. listopada, 3. armija se nije mogla pokrenuti sve do 21. listopada, tj. kad i ostale dvije, a dan kasnije 22. listopada zauzela Prištinu.

#### Operacije doKumanovske bitke
1. armija je krećući se u dvije kolone 22. listopada stigla pred Kumanovo i po zapovjedi vrhovnog zapovjedništva se zaustavila kako bi sačekala pristizanje 3. armije iz pravca Prištine. Zbog nedostatka obavještajnih podataka, 1. armija nije znala točnu snagu turskih postrojbi u Kumanovu. Smatralo se da se tamo nalaze samo neke manje zaštitne snage.
2. armija je također nastupala u dvije kolone, pri čemu je desna kolona 22. listopada u svom nastupanju zauzela Stracin a lijeva Kratovo. Zbog nemogućnosti uspostave čvrste međusobne povezanosti, tri srpske armije su 22./23. listopada bile raspoređene na liniji Priština – Kumanovo – Kratovo – Stracin, bez podataka o snazi turskih snaga i uvjerenjem da će se glavna bitka protiv Turaka desiti na Ovčjem polju. 
Tijekom noći 22./23. listopada koristeći srpsku neobaviještenost, turske postrojbe su se razvile i zauzele položaje prema usamljenoj srpskoj 1. armiji s ciljem pobjede nad njom, pri čemu je turski zapovjednik Zeki-paša raspolagao točnim podacima o snazi srpskih postrojbi. Iako snažan, napad koji je počeo iznenada 23. listopada rano ujutro, nije uspio potisnuti srpsku 1. armiju s položaja. I dalje u svom neznanju, stožer 1. srpske armije 24. listopada zapovijeda protunapad, misleći da se radi o slabim turskim postrojbama i potiskuje turske snage, jednim dijelom ka Skoplju a drugim dijelom ka Velesu preko Ovčjeg polja. 
Nesvjestan postignutog uspjeha, stožer 1. srpske armije 25. listopada zapovijeda daljnje nastupanje prema Ovčjem polju, gdje su očekivane glavne turske snage. Čak i nakon ulaska jedne brigade u nebranjeno Skoplje, srpski zapovjednici nisu bili i dalje svjesni svog uspjeha i nisu imali jasnu predstavu razvoja događaja. Tek nakon što su 28. listopada uspjeli izbiti na Ovčje polje i pred Veles, bez ikakvog otpora turskih snaga, postolo je jasno što se desilo pred Kumanovom i da šansa nije iskorištena.
Druge dvije armije, 2. i 3., nastupajući s lijeva i desna i ne znajući što se dešava pred Kumanovom, nisu iskoristile priliku da potpuno poraze turske snage. 

#### Operacije poslije Kumanovske bitke
Nakon izbijanja na Ovčje polje i u područje Skoplja, uslijedilo je reorganiziranje srpskih snaga i planiranje daljnjih operacija. Cilj je bio uništenje turske Vardarske armije koja se povukla ka Bitoli gdje je organizirala obranu. Do odlučujuće bitke, koja je trajala tri dana, je došlo 16. studenog i srpska armija je ušla u Bitolu 19. studenog. Turske snage su protjerane a nakon zauzimanja Ohrida i Debra, ostvaren je dodir s grčkim snagama. Operacije su prekinute 4. prosinca zbog primirja.

### Bugarska bojišnica
Bugarska vojska je otpočela svoje vojne operacije 18. listopada kada su njene snage prešle tursku granicu i krenula na Jedrene. Turci su imali samo djelomične podatke o pokretu bugarskih snaga. Naime, bilo im je poznato pravac kretanja glavnine bugarske vojske ali nisu imali podatke o pokretu nekih snaga 3. bugarske armije i njihovom obuhvatu Krk Kilisea. Na osnovu tih nepotpunih podataka, turski zapovjednik, Nazim-paša je bio uvjeren da bugarska vojska nastupa samo jednim pravcem, sa sjevera ka Jedrenima, pa je 21. listopada prešao u napada na bugarske snage, gdje su turske snage krajem dana bile stiješnjene na cijeloj bojišnici i prinuđene na povlačenje. Bugari su nastavili s napredovanjem i 23. listopada natjerali Turke u bijeg, pri čemu je vojna utvrda Krk Kilisea napuštena bez borbe. Zbog nepoznavanja trenutačne situacije na bojišnici, bugarske snage su se zaustavile na liniji Krk Kilisea – Jenidže – put ka Jedrenu, i tako Turcima dali mogućnost ponovnog prikupljanja snaga u području Lüleburgaza, gdje je 29. listopada došlo do borbe. Nakon tri dana žestoke borbe Turci su ponovno poraženi, ali ponovno nije iskorištena prednost i turske snage su se uspjele reorganizirati i pripremiti za obranu Carigrada, gdje je vladala velika pometnja. Pokušavajući ispraviti grešku, Nazim-paša se utvrdio na Čataldži uz potporu turske mornarice na bokovima i tu sačekao bugarski napad, čiji je napad počeo 17. studenog. Nakon dva dana borbi, Bugari su, uz velike gubitke u ljudstvu, odbijeni, pa je na bugarsku molbu 4. prosinca zaključeno primirje, jer su u turske snage bile vrlo oslabljene.
Tijekom napada na Čataldžu, bugarske snage su od 27. listopada držale Jedrene pod opsadom.

### Grčka bojišnica
Operacije na grčkoj bojišnici započele su jednovremeno napadom dviju grčkih armija, teslijske i epirske, 18. listopada u dva odvojena pravca. 
Tesalijska vojska je nakon vrlo brzih pobjeda nad manjim turskim snagama, 22. listopada stigla do Sarandaporona i tamo porazila turske snage pod zapovjedništvom Hasana Taksim-paše, a 29. listopada zauzela Naus, Veri i Katerinu i stigla pred Solun, gdje se ujedinila sa srpskim i bugarskim snagama. Nakon borbi, Hasan Taksim-paša je 8. studenog potpisao kapitulaciju i grčke snage su 9. studenog ušle u Solun, čime je bila presječena i veza između istočne i zapadne turske armije. Suprotno drugim zaraćenim snagama, Grčka nije potpisala primirje s Turskom već je nastavila s operacijama, a na području Makedonije je organizirala svoju vlast. Operacije grčke vojske su na makedonskoj bojišnici su završene 16. prosinca osvajanjem Korčua.
Epirska vojska je protjerala turske snage prema Janjini, koje nije bila u mogućnosti zauzeti. Na položajima prema Janjini je ostavila svoje manje snage a s ostalim očistila prestalo područje, pri čemu je 21. listopada zauzela otok Lemnos i na njemu ustrojila manevarsku bazu i počela blokadu Dardanela. Iako je nakon pada Soluna, prikupila dovoljno snaga za napad na Janjinu, Grčka nije uspjela zbog zime, planinskog terena i opsežnih priprema, izvršiti napad prije primirja na Janjinu, koje je nastupilo 4. prosinca i čime je bilo utvrđeno da sve snage ostanu na svojim položajima a da se utvrde Jedrene, Janjina i Skadar ne mogu snabdijevati izvana. 

## Primirje (4. prosinca 1912. –29. siječnja1913.)
Pregovori oko primirja su otpočeli 13. prosinca u Londonu a vođeni su pod utjecajem Velikih sila, koje su bile iznenađene brzim i uspješnim prodorom savezničkih snaga. U cilju očuvanja svojih interesa, Velike sile su već 4. prosinca osnovale autonomnu Albaniju koja je bila pod jamčevinom i kontrolom Velikih sila. Od Turske se zahtijevalo da ustupi sva područja zapadno od linije Tekirdag - Midija kao i sve otoke u Egejskom moru, uključujući i Kretu. Turska nije prvobitno pristala na te zahtjeve već je samo nudila autonomiju Makedonije i Albanije, nakon čega su i pregovori prekinuti. Ipak, po nagovoru Velikih sila, Turska je pristala 22. siječnja prihvatiti savezničke zahtjeve, ali je 23. siječnja izbio puč Mladoturaka, na čelu s Enver-bejom, pri čemu je Nazim-paša ubijen a vlada bila oborena. Mladoturci su se bili usprotivili ustupanju Jedrena i egejskih otoka nakon čega je 29. siječnja prekinuto primirje.

## II. razdoblje – operacije nakon primirja (29. siječnja – 30. svibnja 1913.)
Vrijeme tijekom primirja su iskoristile obje strane za reorganiziranje i obnovu svojih snaga i za pripreme za nove operacije. To je pogotovu dobro došlo Turcima, jer su im snage bile demoralizirane i oboljele epidemijom kolere. Nakon odbijanja savezničkih zahtijeva 3. veljače nastavljene su ratne operacije. Turci su na bojišnici svoje Istočne vojske započeli napade na bugarske snage i u kratkoj ofenzivi (5. – 9. veljače) uspjeli potisnuti bugarske predstraže i povratiti Čataldžu. Usprkos početnoj premoći, bugarske snage su uspjele odbiti turske snage i slomiti posljednje pokušaje turskih snaga deblokiranja Jedrena.
Grci su, po završetku pripremnih operacija, 4. ožujka napale na Janjinu i poslije teških borbi zauzele 6. ožujka utvrdu, tijekom čega su zarobili veliki broj turskih snaga. Osim toga, grčka mornarica je vodila žestoke borbe s turskom mornaricom, sprječavajući joj prebacivanje snaga putem mora.
Nakon odbijanja turske ofenzive, Bugari su odlučili zauzeti Jedrene, u kojima se nalazilo oko 60 tisuća turskih vojnika, pa su zajedničkim napadom bugarskih i srpskih snaga 25. ožujka počele borbe za Jedrene. Usprkos velikom broju snaga, turski zapovjednik Šukri-paša je 26. ožujka bio prinuđen predati Jedrene, čime je bugarski položaj u mnogome poboljšan, jer je uspostavljena željeznička veza Svilengrad-Jedrene-Čataldža. Uvidjevši prednosti bugarske vojske, Turci su odmah predložili primirje koje je zaključeno 16. travnja. U Jedrenu je zarobljeno 12 paša, tisuću turskih časnika i oko 35 tisuća vojnika, kao i znatne količine ratnog materijala.
Na crnogorskoj bojišnici, odmah nakon prestanka primirja, crnogorske snage su u suradnji sa srpskim 7. veljače otpočele napad na Skadar koji je odbijen uz velike žrtve. Želeći da stavi Velike sile pred svršen čin, crnogorski kralj Nikola, ponovno u suradnji s jačim srpskim snagama, koje su prebačene iz Soluna pripremao ponovni napad na Skadar. Zbog prijetnje Velikih sila da Skadar mora pripasti Albaniji, Srbija je povukla snage u Srbiju, a kralj Nikola je sam nastavio opsadu Skadra, koja je završena predajom 23. travnja zbog gladi. Pod prijetnjom Velikih sila, crnogorske snage su napustile 14. svibnja Skadar, predajući ga u ruke snaga Velikih sila.
Konačan svršetak rata je bio 30. svibnja 1913. godine, kad je Turska potpisala mirovni ugovor u Londonu i odrekla se svih područja zapadno od linije Enos – Midija. Kao ishod Prvog balkanskog rata, ustanovljena je država Albanija i srušen je turski feudalni sustav.

## Poveznice
- Drugi balkanski rat

## Vanjske poveznice
Sestrinski projekti
|  | Zajednički poslužitelj ima još gradiva o temi Prvi balkanski rat |